# Course de Solidarność et des champions olympiques
La Course de Solidarność et des champions olympiques (en polonais : Wyścig Solidarności i Olimpijczyków) est une course cycliste disputée en Pologne. Créée en 1990 sous le nom de Course de la Solidarité olympique, elle est devenue une course professionnelle en 1996. La course a intégré l'UCI Europe Tour en 2005, en catégorie 2.2, et a pris son nom actuel en 2006.

## Palmarès
| Année                                             | Vainqueur             | Deuxième              | Troisième          |
| ------------------------------------------------- | --------------------- | --------------------- | ------------------ |
| Course de la Solidarité olympique                 |                       |                       |                    |
| 1990                                              | Czesław Rajch         | Jerzy Sikora          | Zbigniew Rudyk     |
| 1991                                              | Tomasz Brożyna        | Dariusz Baranowski    | Kestutis Stakenas  |
| 1992                                              | Evgueni Berzin        | Dariusz Baranowski    | Marek Leśniewski   |
| 1993                                              | Dariusz Baranowski    | Piotr Wadecki         | Tomasz Brożyna     |
| 1994                                              | Raimondas Rumšas      | Dariusz Baranowski    | Steffen Blochwitz  |
| 1995                                              | Artur Krasinski       | Marek Wrona           | Jacek Bodyk        |
| 1996                                              | Tomasz Brożyna        | Marty Jemison         | Raimondas Rumšas   |
| 1997                                              | Piotr Wadecki         | Ludovic Auger         | Artur Krasinski    |
| 1998                                              | Tomasz Brożyna        | Romāns Vainšteins     | Gorazd Štangelj    |
| 1999                                              | Tomasz Brożyna        | Wojciech Pawlak       | Jörg Ludewig       |
| 2000                                              | Arkadiusz Wojtas      | Remigius Lupeikis     | Piotr Chmielewski  |
| 2001                                              | Ondřej Sosenka        | Thomas Liese          | Piotr Przydział    |
| 2002                                              | Radosław Romanik      | Zbigniew Piątek       | Sławomir Kohut     |
| 2003                                              | Oleg Joukov           | Sławomir Kohut        | Oleksandr Klymenko |
| 2004                                              | Bogdan Bondariew      | Sławomir Kohut        | Piotr Mazur        |
| 2005                                              | Piotr Wadecki         | Maurizio Varini       | František Raboň    |
| Course de Solidarność et des champions olympiques |                       |                       |                    |
| 2006                                              | Robert Radosz         | Marcin Sapa           | Łukasz Bodnar      |
| 2007                                              | Łukasz Bodnar         | Błażej Janiaczyk      | Gregor Gazvoda     |
| 2008                                              | Łukasz Bodnar         | Denys Kostyuk         | Błażej Janiaczyk   |
| 2009                                              | Artur Krol            | Andriy Grivko         | Radosław Romanik   |
| 2010                                              | Jacek Morajko         | Pasquale Muto         | Stefan Schäfer     |
| 2011                                              | Marcin Sapa           | Oleksandr Sheydyk     | Roman Broniš       |
| 2012                                              | Mariusz Witecki       | Bartosz Huzarski      | Adam Pierzga       |
| 2013                                              | Vitaliy Popkov        | Jiří Hudeček          | Stefan Schäfer     |
| 2014                                              | Kamil Zieliński       | Mirko Tedeschi        | Davide Ballerini   |
| 2015                                              | Johim Ariesen         | Paweł Franczak        | Vitaliy Buts       |
| 2016                                              | Yauhen Sobal          | Timur Maleev          | Jasper Hamelink    |
| 2017                                              | Mateusz Komar         | Pawel Cieslik         | Adam Stachowiak    |
| 2018                                              | Sylwester Janiszewski | Maciej Paterski       | Aaron Van Poucke   |
| 2019                                              | Norman Vahtra         | Patryk Stosz          | Jason van Dalen    |
| 2020                                              | Stanisław Aniołkowski | Sylwester Janiszewski | Itamar Einhorn     |
| 2021                                              | Jan Bárta             | Jakub Ťoupalík        | Casper van Uden    |
| 2022                                              | Timo Kielich          | Tomasz Budziński      | Matúš Štoček       |
| 2023                                              | Siim Kiskonen         | Max Kroonen           | Michał Pomorski    |
| 2024                                              | Tobiasz Pawlak        | Patryk Stosz          | Tim den Braber     |
| 2025                                              | Marceli Bogusławski   | Michał Pomorski       | Joppe Heremans     |